# Llefelys
Llefelys var en mindre framträdande gestalt i keltisk mytologi, bror till kung Lludd. Llefelys var kung av Frankrike medan Lludd var kung av Britannien. Lludd ber om Llefelys hjälp och han får rådet att laga en trolldryck av krossade insekter.